# Park Narodowy Towada-Hachimantai
Park Narodowy Towada-Hachimantai (jap. 十和田八幡平国立公園 Towada-Hachimantai Kokuritsu Kōen) – japoński park narodowy, który został utworzony 1 lutego 1936 r. i obejmuje ochroną obszar położony w północnej części wyspy Honsiu, w regionie Tōhoku. 
Park, którego powierzchnia wynosi 854,09 km² składa się z dwóch oddalonych od siebie o ok. 100 km części. Położona bardziej na północ, pierwsza z nich, znajduje się na granicy prefektur Aomori i Akita, gdzie ochronie podlega północny fragment gór Ōu wraz z jeziorem Towada. Natomiast druga z nich jest położona po obu stronach łańcucha gór Ōu, rozdzielającego w tym miejscu prefektury Akita i Iwate, gdzie z kolei znajduje się otoczony wyżej wymienionymi górami płaskowyż Hachimantai.
Zaliczane do najpiękniejszych w kraju kraterowe jezioro Towada jest największą w Japonii kalderą o obwodzie długości 40 km, z której wypływa rwący potok Oirase. 
Najwyższym wzniesieniem północnej części parku Towada-Hachimantai jest szczyt Hakkōda-san, osiągający 1 585 m n.p.m., a południowej – Akita Koma-ga-take, który wznosi się na wysokość 1 637 m n.p.m. 
Podobnie jak w wielu innych częściach Japonii ów górzysty i aktywny wulkanicznie obszar obfituje w wody termalne i wyrosłe na ich bazie uzdrowiska-onseny, znane pod wspólną nazwą Nyutō Onsen lub Nyutō Onsen-kyō (Wioska Gorących Źródeł Nyutō).